# Cuaespinós pit-ratllat
El cuaespinós pit-ratllat (Synallaxis hypochondriaca) és una espècie d'ocell de la família dels furnàrids (Furnariidae).

## Hàbitat i distribució
Habita els boscos àrids i matolls dels Andes del nord-oest de Perú.

## Taxonomia
Antany ubicat al monotípic gènere Siptornopsis Cory, 1919, actualment i arran estudis recents s'ha inclòs a Synallaxis.